# Rachidion
Rachidion is een kevergeslacht uit de familie van de boktorren (Cerambycidae). De wetenschappelijke naam van het geslacht werd voor het eerst geldig gepubliceerd in 1834 door Audinet-Serville.

## Soorten
Rachidion omvat de volgende soorten:
- Rachidion gagatinum (Germar, 1824)
- Rachidion nigritum Audinet-Serville, 1834
- Rachidion obesum Newman, 1840
- Rachidion ramulicorne Lacordaire, 1869